# مارسیلیوس پادوایی
مارسیلیوس پادوایی یا مارسیلیوس اهل پادوا که با نام اصلی مارسیلیو د مایناردینی (به ایتالیایی: Marsilio یا Marsiglio da Padova؛ با نام اصلی Marsilio dei Mainardini) (زاده ۱۲۷۵ میلادی در پادوا – درگذشته ۱۳۴۸ در مونیخ) شناخته می‌شود، یکی از فیلسوفان و نظریه‌پردازان سیاسی قرون وسطیست که به دلیل اثر مشهورش مدافع صلح در بین اندیشمندان و شارحان مشهور است. این اثر به زعم بسیاری، یکی از مهمترین آثار فلسفه سیاسی در زمینه مفهوم دولت و بحث رژیم مشروطه و به زعم برخی دیگر به عنوان یکی از پیشگامان مکتب اصلاح دینی پروتستانی شناخته می‌شود.
مارسیلیوس در سال ۱۲۷۵ میلادی در شهر پادوا به دنیا آمد. وی تحصیلات ابتدایی و عالی خود را در همین شهر به پایان رساند و احتمالاً مدرک صنایع آزاد و حتی یک مدرک پزشکی را نیز از دانشگاه پادوا دریافت کرد. وی سپس به پاریس رفت و به عنوان استاد صناعت‌های آزاد به تدریس مشغول شد. وی در این سال‌ها با دو تن از مشهورترین ابن‌رشدیان آن زمان یعنی ژان ژاندوم و پیتر آبانو آشنا شد. وی احتمالاً در حدود سال‌های ۱۳۲۰ تا ۱۳۲۴ میلادی به ایتالیا بازگشت و به عنوان مشاور سیاسی گیبلین‌ها — مخالفان پاپ در جمهوری‌های ایتالیا — مشغول به کار شد. وی در همین دوران به خلق اثر مشهور خود، مدافع صلح، اقدام کرد. وی در این کتاب حملات بی‌سابقه‌ای به پاپ به‌عنوان علت اصلی رخت بستن صلح از جهان مسیحی و همچنین عامل اصلی فساد دینی ارائه کرد و به‌طور جدی اصل جانشینی پطرس و مالکیت کلیسایی را به چالش کشید. با این حال مارسیلیوس به دلیل آگاهی از واکنش دادگاه تفتیش عقاید، کتاب خود را تا سال ۱۳۲۶ چاپ نکرد. وی در سال ۱۳۲۶ به همراه ژان ژاندوم به دربار لودویگ باواریا گریخت و در همان سال، اثر خود را منتشر کرد. انتشار اثر مارسیلیوس واکنش‌های شدیدی را در دربار پاپ ایجاد کرد؛ و در نهایت در سال ۱۳۲۷ باعث شد که کلیسای رم رسماً حکم ارتداد وی را صادر کند و از لودویگ بخواهد که مارسیلیوس را برای بررسی‌های بیشتر به رم بفرستد. اما دشمنی میان لودویگ و دستگاه پاپ بر سر ایالت‌های پاپی و منطقه لومباردی مانع از این شد که کلیسا بتواند آسیب جدی به مارسیلیوس برساند. انتشار این اثر و پناه‌جویی مارسیلیوس به دربار لودویگ، آغازگر ماجرای سیاسی پردامنه‌ای شد که به نوعی با وعده وی در کتاب مدافع صلح مبنی بر تلاش وی برای عملی ساختن محتوای آن کتاب همخوانی داشت. وی در سال ۱۳۲۷–۱۳۲۸ در حملهٔ لودویگ به ایتالیا شرکت کرد و به ظاهر اعلامیه ارتداد پاپ ژان بیست‌ودوم و اعلامیه نصب «آنتی پاپ» نیکلاس پنجم را نیز به رشته تحریر درآورد. بسیاری از زندگی‌نویسان مارسیلیوس معتقدند که وی در همین دوران، رسالهٔ کوتاه خود تحت عنوان انتقال امپراتوری را نوشت و منتشر کرد. وی عملاً از این رساله برای مشروعیت بخشیدن به‌عنوان امپراتوری لودویگ که در آن زمان مورد تأیید پاپ نبود، استفاده کرد. مارسیلیوس همچنین تا آنجایی پیش رفت که نقش عملی بسیار مهمی را در تاج‌گذاری لودویگ بدون حضور پاپ ایفا کرد؛ کاری که در نوع خود یکی از بزرگترین سنت‌شکنی‌های قرون وسطی مسیحی بود.
پس از پایان ماجراجویی‌های لودویگ در ایتالیا، مارسیلیوس به همراه وی به مونیخ بازگشت. در طول سال‌های ۱۳۳۰ تا ۱۳۴۰ و طی گفتگوهای صلح میان پاپ ژان بیست‌ودوم و لودویگ، پاپ بارها تلویحاً بازگشت مارسیلیوس به رم را به عنوان یکی از شروط صلح با لودویگ مطرح کرد، اما لودویگ هرگز آن شرط را نپذیرفت. مارسیلیوس احتمالاً در سال‌های ۱۳۴۰–۱۳۴۱ آخرین اثر مهم خود یعنی مدافع صلح صغیر را منتشر کرد. نگارش این اثر در سال‌های پیری مارسیلیوس، آنهم در هنگامی که وی از حمایت لودویگ اطمینان کامل داشت، باعث شد تا وی لحنی صریح‌تر در باب حساس‌ترین مسائل الهیات مسیحی اتخاذ کند. این اثر رسماً آخرین فعالیت مارسیلیوس است که در تاریخ ثبت شده‌است. وی سرانجام در سال ۱۳۴۳ و در سن ۶۳ سالگی از دنیا رفت.

## زمانه مارسیلیوس

### شرایط سیاسی
از قرن دوازدهم به بعد پاپها ادعای قدرت تمام و کمال در کلیسا را داشتند به طوری که یکی از مفسران به زیبایی توصیف کرده که «اقتدار منحصر به فرد و همه‌جانبه که فقط مربوط به شخص پاپ است و فقط خداوند آن را اعطا می‌کند». در آغاز قرن سیزدهم چنین به نظر می‌آمد که پاپ‌ها به پیروزی همیشگی خود نزدیک‌تر از همیشه شده‌اند و قدرت امپراتورها فروپاشیده است. اما شاید هرگز به نظر پاپ‌ها نمی‌رسید که قدرت یک شاه ممکن باشد از قدرت یک امپراتور بیشتر شود و مردم به شاهان اعلام وفاداری کنند، چرا که پاپها در مبارزه با امپراتورها پشتیبانی شاهان را داشتند. اما قرن چهاردهم قرن انقلاب و نهضت بوده، که در آن بذر بسیاری از عقاید و افکار سیاسی دوران جدید کاشت شد.
بونیفاس هشتم در سال ۱۲۹۴. م پاپ شد، در همان زمان پادشاهان انگلستان و فرانسه در فکر از بین بردن قدرت سیاسی فئودالیسم بودند، البته این کار پرهزینه بود به طوری که ادوارد اول و فیلیپ چهارم برای سرعت بخشیدن به این کار به فکر بدست آوردن ثروت انباشته شده در کلیسا بودند و بونیفاس هشتم که نمی‌خوااست درآمد کلیساها توسط شاهان غیر دینی هدر برود با صدور فرمانی در سال ۱۲۹۶. م گرفتن مالیات از کلیسا و روحانیون را بدون رضایت پاپ قدغن کرد، اما واکنش شدید و سریع پادشاهان فرانسه و انگلستان در برابر پاپ، بونیفاس را مجبور به تسلیم کرد. در سال ۱۳۰۰. م با برگزاری اولین جشن توبه در روم و حضور صدها هزار تن از مردم مسیحی به پاپ بونیفاس اعتماد به نفس از دست داده شده را بازگرداند، پاپ با بستن دو شمشیر به نشانهٔ اقتدار دنیایی و روحانی، خود را پاپ و امپراتور قلمرو مسیحیت اعلام کرد. در سال ۱۳۰۲. م پاپ بونیفاس با فرمان معروف به اونام سانکتوم را صادر کرد، فیلیپ با این فرمان مخالفت کرد و با دعوت از شورای سلطنتی که این شورا به نفع پادشاه رای داد بیست و نه اتهام علیه پاپ آماده کردند. این اقدام پادشاه سبب آغاز اسارت بابلی شد که به موجب آن برای ۷۵ سال مقر پاپ در آوینیون ماند و پادشاه فرانسه بر آن تسلط یافت.
تقریباً اندکی پس از درگیری پاپ‌بونیفاس هشتم و فیلیپ زیبا، رویاروی دیگر بین پاپ ژان بیست و دوم و لویی باواریا رخ داد که آخرین مبارزهٔ بزرگ بین پاپ و یک امپراتور در قرن‌های میانه بود. با مرگ هاینریش هفتم در سال ۱۳۱۳. م در بین دو نامزد امپراتوری یعنی فردریک اتریشی و لویی بایرنی (لودویگ چهارم) درگیری رخ داد، و پس از آنکه مذاکرات برای عقب‌نشینی کردن یکی از طرفین به نتیجه نرسید، جنگی هشت ساله بین دو طرف رخ داد که با پیروزی لویی باواریایی پایان یافتاما آلمان به واسطهٔ این جنگ‌های داخلی با مشکلات فراوانی مواجه شدند. در این درگیری‌ها پاپ ژان بیست‌ودوم در پی دست یافتن به موقعیت بود تا با دخالت مستقیم در آلمان قدرت و نفوذ خود را دا آن سرزمین بیشتر کند در نتیجه به شدت از فردریک حمایت کرد و صراحتاً اعلام کرد که انتخاب امپراتور برعهدهٔ پاپ است در نتیجه درگیری تلخ دیگری بین پاپ و نیرو دنیایی آغاز شد، اما مجدداً ماجرای رویارویی پاپ بونیفاس هشتم و فیلیپ چهارم تکرار شد و بازهم به شکست پاپ انجامید. در این بین حمایت جناح فرانسیسکن و پشتیبانان غیردینی از امپراتور لودویگ چهارم بسیار قدرتمند بود. مارسیلیوس و ویلیام اکام از معروفترین افرادی بودند که توان علمی خود را در جهت حمایت از امپراتوری لودویگ چهارم استفاده کردند.

### شرایط اجتماعی
دنیای که مارسیلیوس در آن زندگی می‌کرد کم و بیش یک جهان قرون وسطایی بود و در آن کشیش بودن نقش محوری داشت. دربارهٔ درگیری‌ها میان امپراتوری مقدس روم و نظام پاپی نوشته‌های بسیاری وجود دارد و همهٔ آن‌ها نمایان می‌کنند که رقابت میان پاپ‌ها و پادشاهان بر سر به دست آوردن رهبری جهان مسیحی منازعه بسیار مهمی بوده‌است. درگیری میان پاپ‌ها و پادشاهان و برعکس رقابت بر سر حیثت و اعتبار بود و آن هم‌زمانی که این دو در کنار پول از باارزش‌ترین دارایی‌ها موجود بودند.
دولت‌های غیر مذهبی همواره برای در امان ماندن از تأثیرات محدود کنندهٔ دین‌ها رسمی و رایج خود بهای سنگینی پرداخت می‌کردند زیرا در غیر این صورت مجبور می‌شدند آنچه را که روزگاری مذهب انجام می‌داد، خودشان برعهده بگیرند بنابراین دولت‌های قرون وسطایی با تمام نفرتی که از پاپ‌ها داشتند هرگز نمی‌خواستند آن‌ها را کنار بزنند چرا که موعظه‌های کشیشان برای ان‌ها مانند یک ابزار کنترل اجتماعی عمل می‌کرد، در نتیجه به ذهن هیچ دولتی نمی‌رسید که می‌تواند بدون کلیسا کار کند همان‌طور که پاپ‌ها هم هیچ وقت تصور کلیسای بدون دولت را نمی‌کردند چرا که اگر کلیسایی از حمایت دولت عرفی محروم می‌شد به لحاظ فنی بی‌دفاع بود و علیه کلیساها می‌توانستند به زور متوسل شوند. اما امپراتوران برای رد مداخلهٔ پاپ‌ها در آموزش آن به مبانی انجیل متوسل می‌شدند که در این صورت می‌توان گفت که پاپ‌ها و امپراتورها دو آوای متفاوت در جهان گفتمانی واحد بودند. پاپ ادعای داشت مبنی بر اینکه حکمش در همه جا روا است و حاکمان عرفی نایب پاپ هستند و چون در جوامع قرون وسطایی تفکر ذاتاً سلسله مراتبی بود و همیشه نازل‌ترها متکی و وابسته به والاترها بودند و از آن‌جا که خداوند خالق همه چیز است و همه قوانین قدسی بود و اقتدار از آسمان به زمین می‌آید و تا زمانی که نصور شود که کل قوانین بازتاب و استخراج شده از قانون الهی است ادعای پاپ مبنی بر این‌که حکمش در همه جا رواست و حاکمان نائب پاپ‌اند از قدرت بالای برخوردار هستند، در نتیجه هیچ قانون‌گذار بشری به‌طور محض وجود ندارد چرا که هیچ کارگزار انسانی در صورتی که از جانب مرجع عالی حاکم بر جهان نباشد از مرجعیت قانون گذاری برخوردار نیست. در این جوامع کفه ترازو قدرت به شدت به نفع پاپ و کلیسا سنگینی می‌کرد، بنابراین در این جوامع یک پادشاه خردمند پادشاهی بود که عنوان کند هم برگزیده خداوند و هم منتخب مردم است و پادشاهان همواره تلاش می‌کردند که در دعاوی خود دربارهٔ حکومت با قرار دادن نظریه‌های صعودی و نزولی اقتدار محکم کاری کنند.

### شرایط ایتالیا
ایتالیا در قرن چهاردهم و قرن‌های بعدی دستخوش وضعیت بحرانی و ناگواری بود که همین مسائل باعث درگیری فکری بسیاری از اندیشمندان شد. ایتالیا زودتر از سایر نقاط اروپا وارد عصر رنسانس شده بود اما دخالت‌های پاپ در امور سیاسی و اندیشه‌های گریز از مرکز امیران فئودال باعث ایجاد مشکلات فراوان و ایجاد ناامنی در ایتالیا شد در نتیجه بسیاری از اندیشمندان ایتالیا را در پی چاره‌جوری برای حل وضع بحرانی ایتالیا انداخت. در قرن چهاردهم اندیشمندان ایتالیا با ارائه نظریات بسیاری دربارهٔ مسائل زمان خود از جمله چگونگی حاکمیت بر دولت‌شهرهای ایتالیا، چگونگی برقراری صلح،.. در پی حل مسائل برآمدن. مارسیلیوس یکی از همین اندیشمندان بود، و مانند هم عصیان اندیشمند خود به نوشته‌های ارسطو و بسیاری از متفکران عصر باستان رجوع کرد، ولی مدتی بعد متوجه شد که مشکلات ایتالیای عصر او با مشکلات آنان متفاوت است. ایتالیا در آن زمان دولت واحدی نداشت و مارسیلیوس معتقد بود که عمدهٔ مشکلات دولت‌شهرها ایتالیا ناشی از ادعای اسقفهای روم مبنی بر ولایت مطلق بر کل عالم است و شرایط ایتالیا باعث شده تا این اسقفها در آن‌جا بیشترین نفوذ و دخالت را داشته باشند.

## زندگی

### اصل و نسب و زندگانی
مارسیلیوس پادوایی (به لاتین :Marsilius Patavinus) با نام اصلی مارسیلیو د مایناردینی ــ خاندان از طبقات بالا در جمهوری پادوا ــ در حدود سال ۱۲۷۵. م در پادووا، ایتالیا به دنیا آمد. پدر وی، مانماتئو د مایناردینی، و عمویش، کورادو د ماریناردینی، سردفتردار دانشگاه پادووا، و بردارش جیوانی نیز در شهر پادوا قاضی بود. بای این حال در باب دوران کودکی مارسیلیوس اطلاعاتی زیادی دسترس نیست. وی در شهر محل تولدش، که در واقع یک شهر دانشجویی بود، تحصیلات ابتدایی و اولیه خود را گذراند و در ادامه در رشته طب به تحصیل پرداخت و احتمالاً درجه صناعت‌های آزاد و حتی یک درجه پزشکی را نیز از دانشگاه پادوا دریافت کرد. وی در ادامه تحصیلات خود را در شهر پاریس گذارند. در این زمان وی به مطالعه منطق، اصول اخلاق، متافیزیک و فلسفه طبیعی ارسطو پرداخت. مارسیلیوس پس از اخذ مدرک ارشد خود، در دانشکده هنر به تدریس مشغول شد، از سپتامبر ۱۳۱۲. م تا می ۱۳۱۳. م به ریاست دانشگاه پاریس منصوب شد. همزمان با اقامت وی در پاریس، مارسیلیوس با دو تن از مشهورترین ابن‌رشدیان آن زمان یعنی ژان ژاندون (فیلسوف) و پتروس آبانویی (پزشک) آشنا شد. هر دو متفکر مستقل بودند و در جریان تحول فلسفی خود به دیدگاه‌هایی رسیدند که از منظر کلیسا بدعت‌آمیز بود. پیتر ــ که خود از اهالی پادوا و تقریباً یک نسل از مرسیلیوس بزرگتر بود ــ احتمالاً آموزگار مارسیلیوس بوده‌است، و از سال ۱۳۱۳. م تا پایان سال ۱۳۱۵. م به همراه پتروس آبانویی به مطالعه فلسفه طبیعی پرداخت. وی نیمی از زندگانی و تحصیلات خود را در پاریس و مابقی را در پادوا گذرانده بود. ژاندون نیز دوست صمیمی مارسیلیوس بود که هر دو تقریباً هم‌سن و از یک نسل بودند.

### تقلا برای معاش و مشارکت سیاسی
در زمان تحصیل الهیات در پاریس، مارسیلیوس با سوالات و ابهاماتی در رابطه با الهیات در ذهن وی وجود داشت که ناشی از تناقض‌های موجود میان پیش‌زمینه‌های فکری گذشته و فعلی وی بود. با این حال در این زمان نگاه وی نسبت به پاپ و دستگاه وی منفی و خصمانه نبود. پاپ ژان بیست‌ودوم او را به مقام قاضی شرع کلیسای پادووا منصوب کرد، اقدامی که پاپ را شاید بعدها متأسف کرد، در سال‌های ۱۳۱۶. م و ۱۳۱۸. م براساس فرمان‌های پاپ ظاهراً به او در پادووا موقوفات داده شده‌است. او همکار ویلیام اکام بود. لودویگ چهارم به پیروی از نظر مارسیلیوس در سال ۱۳۲۸. م خود را امپراتور خواند و مارسلیوس در مراسم تاج گذاری لویی به مانند امپراتور در میلان شرکت کرد، پس از تاج‌گذاری امپراتور، مارسیلیوس را به عنوان جانشین خود در امور ارشاد معنوی منصوب کرد. در سال ۱۳۲۸. م با لودویگ باوارایی به رم رفت و پس از درگیری‌های لودویگ باوارایی و پاپ جان بیست و دوم، لویی پاپ را از مقامش عزل و به جای او نیکلاس پنجم را که فردی مخالف پاپ‌ها بود را گمارد و نیکلاس، مارسیلیوس را به مقام نایب التولیگی امپراتوری گمارد. اطلاعات دربارهٔ زندگی شخصی مارسیلیوس بسیار اندک است.

### محکومیت
از آنجا که مارسیلیوس نخستین نظریه‌پرداز منتقد ولایت مطلقه پاپ و کلیسا بود. پس از آنکه نگارش مدافع صلح را به پایان رساند، پاپ یوانس بیست و دوم این نوشته را تأیید نکرد و در سال ۱۳۲۷. م مارسیلیوس و ژان ژاندون را مرتد معرفی کرد. از دیدگاه پاپ رسالهٔ مدافع صلح تحریک آمیز است. اعلام شده بود که در این اثر دویست و چهل مورد ارتداد و بدعت‌گذارانه شناسایی شده‌است. مفسران بیان کردند که نگاه مارسیلیوس تحت‌تاثیر شرایط شهرهای ایتالیایی بود که او نخستین تجربه‌های سیاسی‌اش را در همان‌جا به دست آورده چرا که پادووا دولت شهر شمالی ایتالیا بود که این دولت شهر به خاطر حفظ استقلالش امپراتوری مقدس روم را رودررو نظام پاپی قرار داد، یا اینکه او تحت تأثیر دانشگاهی که ریاستش را برعهده داشت بود، چرا که دانشگاه مورد نظر کرسی حکومت برای کمک به تمرکز بخشیدن به سلطنت کاپتین در فرانسه را در اختیار داشت.

### اواخر حیات و مرگ
مارسیلیوس به همراه لودویگ چهارم مجبور شد رم را ترک کند و به آلمان سفر کنند، چرا که ماندن لودویگ در رم نیازمند تأیید افراد سرشناس بود و همین افراد که در ابتدا از لودویگ چهارم استقبال کرده بودند در پی بالا گرفتن اختلافات لودویگ را تأیید نکردند در نتیجه لودویگ چهارم مجبور به ترک و فرار از رم شد. مارسیلیوس در پایان عمر یک پناهندهٔ فراری از دستگاه پاپ و مقیم دربار لویی باواریایی محسوب می‌شد. مارسیلیوس در اواخر سال ۱۳۴۷. م در باواریا درگذشت.

## تأثیر عقاید فیلسوفان گذشته بر عقاید مارسیلیوس
تاریخ تفکرات سیاسی، تاریخ بازآفرینی ایده‌ها و اندیشه‌های اندیشمندان گذشته در چارچوب و قالب جدید است، پس نباید تعجب کرد اگر با مطالعهٔ نوشته‌ها مارسیلیوس به شباهت خلقی با اندیشه‌های ارسطو برخورد می‌کنیم، یا اگر چه نمی‌توان رابطه دقیق اندیشه مارسیلیوس با ابن رشد را شناخت اما او به‌طور واضح تحت تأثیر ابن رشد بود.

### ارسطو
ارسطو برای مارسیلیوس حکم مارکس برای لنین را داشت. اصول عقاید مارسیلیوس دربارهٔ مقدمات و مقصد فعالیت‌های سیاسی اقتباسی از افکار ارسطو استاو مانند ارسطو دولت را لازمهٔ زندگی اجتماعی می‌داند و مانند ارسطو معتقد است میل به اجتماع و اشتراک از غرایز بشری است. مارسیلیوس همان‌طور که هیچ‌گاه در مورد درستی مکاشفات مسیح شک نکرد دربارهٔ درستی برهان‌های سیاسی ارسطو نیز تردیدی نکرد. او برای رها کردن ارسطو از چنگال توماس گرایی دست به استدلال‌های در مورد برتری قدرت دنیوی بر قدرت کلیسایی زده‌است، چرا که طبق گفته توماس اکویناس آموزش‌های مسیح و ارسطو اساساً در سازش با هم هستند، پس مارسیلیوس در ابتدا همهٔ تفاوت‌های سیاسی بین آموزش‌های سیاسی کلیسا مسیحی و آموزش‌های سیاسی ارسطو را مورد مطالعه قرار می‌دهد و در این زمینهٔ تفاوت‌های بسیاری پیدا می‌کند، او با پیگیری همین موضوع سوالاتی را مطرح می‌کند، درواقع او از ارسطو مانند منبعی برای ارائه دلیل علیه پاپ‌ها استفاده می‌کند. شاید اگر مارسیلیوس را یک ارسطوی نصف و نیم بدانیم درست‌تر باشد چرا که با اینکه او دربارهٔ حکومت، نخستین اصل حاکم بر زندگی سیاسی نظری مشابه با نظر ارسطو دارد اما اهدافی که مارسیلیوس برای دولت در نظر داشت با غایت‌های ارسطو واقعاً یکی نبوده.

### ابن رشد
از زمان آشنایی غرب لاتین با آثار و منابع فلسفی مسلمانان یعنی از قرن سیزدهم، نفوذ و تأثیر مکتب ابن رشد در تحولات فکری_فرهنگی قرون وسطا انکارناپذیر است، اما ار لحاظ تاریخی جمعی از اندیشمندان در قرن سیزدهم مجموعه تفسیرهای خاصی از آرای ارسطو ارائه دادند و به آن نام مکتب ابن رشد را نهادند، در واقع یکی از خاستگاه‌های اصلی عقاید ابن رشدیان، عدم توانایی آنها در هماهنگی دیدگاه‌های دینی و فلسفی از یک موضوع واحد است و عیان بود که برای خلاصی از این ناسازگاری‌ها توسل به نتیجه‌گیری‌های ابن رشد می‌تواند گزینه مناسبی باشد. ابن رشدیان آموزه‌های مسیح را به عنوان حقیقت پذیرفته‌اند، اما آنان تأکید داشتند که پایه آن وحی است در نتیجه عقل پشتیبان آن نیست. آنان معتقد بودند که دو نوع معیار حقیقت وجود دارد که هر معیار به شیوهٔ متفاوت از هم قابل درک است. ابن رشدگرایان در همراهی با عقاید و اندیشه‌های ارسطو معتقد بودند که دولت غیر دینی می‌تواند همه آن مواردی که برای زندگی اخلاقی و سعادتمندانه ضروری است را فراهم کند. آنان با این تفکر که در قرن‌های میانه رواج داشت مخالف بودند که دولت مسیحی را تنها دولت خوب می‌دانستند. به عقیده پترارک فلسفه ابن رشدی در ایتالیا با نوعی شکاکیت دینی بنیادین در اوایل نیمه اول قرن چهاردهم گسترش یافت. مارسیلیوس که تحت تأثیر آشکار عقاید ابن رشد بود، راه ابن رشدیان را در جدای دین از فلسفهٔ سیاسی وارد کرد. در واقع مارسیلیوس با کمک اندیشه‌های ابن رشدیان معتقد بود که در سیاست نباید به دنبال مقاصد ماورا طبیعی یا اخروی بود بلکه فقط باید بدنبال سعادت و زندگی بهتر در این دنیا باشد. رساله مدافع صلح اثر معروف مارسیلیوس نمونه کاملی از تفکر سیاسی ابن رشدی است، چنانچه اتین ژیلسون دربارهٔ نظریه سیاسی مارسیلیوس در مدافع صلح می‌گوید ،کامل‌ترین نمونه ابن رشدگرایی سیاسی است که می‌توان آرزوی آن را داشت.

## آثار

### مدافع صلح

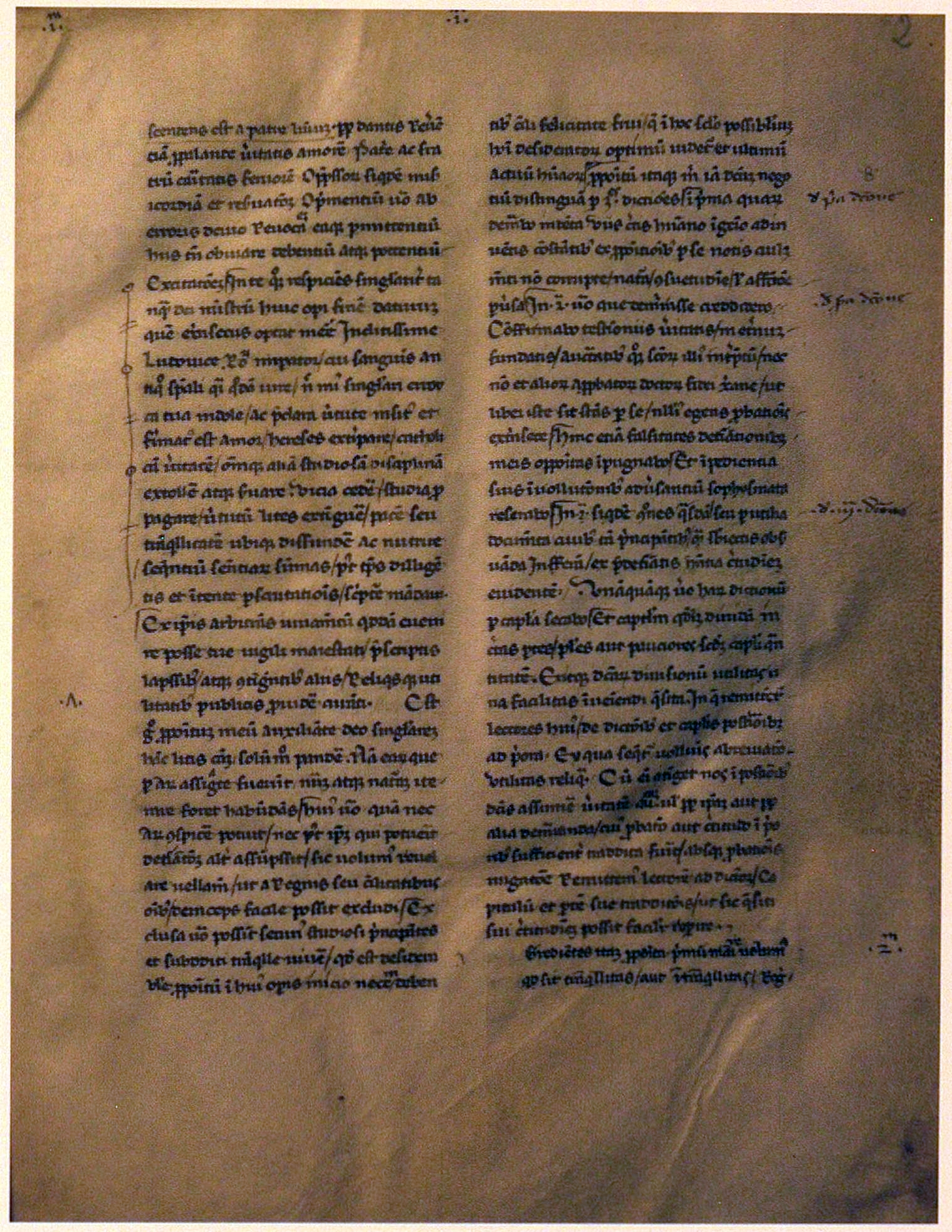
نمونه‌ای از نسخه خطی کتاب مدافع صلح از مارسیلیوس پادوایی

مارسیلیوس کار نگارش رسالهٔ دفنسور پاکیس یا مدافع صلح را در سال ۱۳۲۴. م به پایان رساند. او کتاب مدافع صلح را در ابتدا با نام مستعار برای نویسنده منتشر کرد. نکته اصلی و مهم و در واقع تأیید اصلی مارسیلیوس در سراسر رساله مدافع صلح حفظ پایداری یا صلح است. این رساله که شامل مبارزاتی میان پاپ و امپراتور بود در واقع حملهٔ بود به ادعاهای پاپ برای اعمال اقتدار سیاسی، روش حملهٔ مارسیلیوس به این ادعاها نشان گرفتن بنیانهای آن بود در واقع هدف مارسیلیوس در دفنسور پاکیس قد علم کردن در برابر ادعا پاپ نسبت به قدرت زمینی است، مارسیلیوس برای مخالفت با پاپ در نگاه به طبیعت و کار کرد جامعه سیاسی نظریه ساخته و عرضه می‌کند که مبتنی بر اندیشهٔ سیاسی ارسطو است. این رساله از شناخته شده‌ترین رساله‌ها دربارهٔ موضوع حقانیت در حوزهٔ عمل پادشاهان عرفی و سلسله مراتب کلیسایی است. مدافع صلح یک نمونهٔ کامل از اندیشه و تفکر سیاسی ابن رشدی است. مارسیلیوس رساله مدافع صلح را در دو بخش تقسیم کرده که بخش دوم رساله سه برابر بخش اول آن است و تقریباً بیشتر کتاب را این بخش به خود اختصاص داده‌است. بخش اول را به برخورد کلی با سازمان و مراجع قدرت مذهبی از منظر ارسطویی اختصاص داده و در بخش دوم به مسئلهٔ ناهنجاری نظام پاپی به دلیل نقش این نظام در بروز جنگ داخلی در جوامع واقعی موجود در قرون وسطا می‌پردازد. البته این رساله بخش دیگری هم دارد که چکیده دو بخش نخست آن است. مارسیلیوس در این رساله از تعابیر و اصطلاحات مسیحی و ارسطویی برای بررسی موضوع دخالت پاپ در امور مربوط به قدرت‌های مراجع دنیوی استفاده کرد. او به صورت آشکار با مبنا قرار دادن اندیشه‌های قابل پذیرش ارسطویی و مسیحی، سیادت پاپ را خدشه دار و معیوب می‌سازد. از نظر او اگر این دو را کنار هم قرار دهیم دیگر نیازی به طرح دعاوی پاپ باقی نمی‌ماند. بعدها رساله مدافع صلح به صورت فلسفهٔ در خدمت تبلیغات دستگاه امپراتوری قرار گرفته و در منازعات امپراتورها و پاپ‌ها بر سر سلطه بر ایتالیا و جهان به کار آمد. این کتاب سه بار بدعت‌گذارانه معرفی شد یک بار در سال ۱۳۲۷. م بار دیگر در سال ۱۳۴۳. م پاپکلمنت ششم در بیانهٔ که منتشر کرد مدافع صلح را ارتدادی‌ترین و بدعت‌گذارانه‌ترین اثری معرفی کرد که در عمرش خوانده‌است و بار دیگر در سال ۱۳۷۸. م این کتاب دوباره محکوم شد. پس از مرگ مارسیلیوس رساله مدافع صلح به حیات مخفی خود ادامه داد. مدافع صلح برای اولین بار در دورهٔ اصلاح دینی به چاپ رسید و نقش تامس کرامول صدراعظم هنری هشتم در انتشار این کتاب در انگلستان موجب ترس و وحشت بسیاری شد.

### مدافع صلح صغیر
مارسیلیوس احتمالاً در سال‌های ۱۳۴۰–۱۳۴۱ آخرین اثر مهم خود یعنی مدافع صلح صغیر را منتشر کرد. ویلیام اکام در کتاب گفتگو به نقد و ارزیابی کتاب مدافع صلح مارسیلیوس پرداخت. این نقد باعث شد تا مارسیلیوس دست به قلم برده و در حدود سال‌های ۱۳۴۲_۱۳۴۱ به تألیف کتاب مدافع صلح صغیر بپردازد. او در این کتاب به همان لحنی سخن می‌گوید که در مدافع صلح سخن گفت است. مارسیلیوس در این کتاب از تعقیب و آزار بدعت‌گذاران و مرتدان به علت آلوده کردن مؤمنان دفاع می‌کند که این موضوع کاملاً برعکس عقیده او در کتاب مدافع صلح است.

### انتقال امپراتوری
انتقال امپراتوری (به لاتین: De translatione imperii)، دیگر اثر مارسیلیوس است. وی در سال ۱۳۲۷–۱۳۲۸ در حملهٔ لودویگ به ایتالیا شرکت کرد و به ظاهر اعلامیه ارتداد پاپ ژان بیست‌ودوم و اعلامیه نصب «آنتی پاپ» نیکلاس پنجم را نیز به رشته تحریر درآورد. بسیاری از زندگی‌نویسان مارسیلیوس معتقدند که وی در همین دوران، رساله کوتاه خود تحت عنوان انتقال امپراتوری را نوشت و منتشر کرد؛ رساله‌ای که موضوع اصلی آن به اثبات وابستگی مشروعیت بخشیدن امپراتوری رم به تصمیم شهروندان رم و نه پاپ اختصاص داشت. وی عملاً از این رساله برای مشروعیت بخشیدن به‌عنوان امپراتوری لودویگ که در آن زمان مورد تأیید پاپ نبود، استفاده کرد.

### الزامات حقوقی در مورد ازدواج
کتاب الزامات حقوقی در مورد ازدواج (به لاتین: De causis matrimonialibus) یکی دیگر از آثار مارسیلیوس است. این کتاب برای کمک به امپراتور تدوین شد تا به او در حل مشکل عملی ازدواج طرح‌ریزی شده پسرش کمک کند. مارسیلیوس در این کتاب معتقد بود که امپراتور نمی‌توانست به اختیار خود ازدواج تحقق یافتهٔ را برهم بزند یا از سد خویشاوندی رهای باید. او در این کتاب موافق نظریه، قدرت فسخ ازدواج باید برعهدهٔ قدرت غیر دینی قرار گیرد بود. پاپ مخالف فسخ ازدواج کنتس تیرول بود و لویی باواریا در نظر داشت پس از فسخ این ازدواج او را به عقد ازدواج پسرش دربیاورد.

## آرای سیاسی

### اجتماع
از دیدگاه مارسیلیوس خانواده نمی‌تواند از عهدهُ برطرف کردن همهٔ نیازهای افراد بر آید، در نتیجه جامعه تشکیل می‌شود. سودجویی، انسان‌ها را به همکاری یا حتی ستیز باهم وادار می‌کند. عدالت اجتماعی و اخلاق فردی برای جلوگیری از همین ستیزه و حفظ همکاری‌ها به وجود آمد. عدالت اجتماعی و اخلاق فردی بر مفهوم قانون طبیعی استوار است، در نتیجه وجود حکومت برای اجرای قانون طبیعی ضروری است. برقراری حکومت سبب پدید آمدن جامعه سیاسی و دولت شد. از دیدگاه مارسیلیوس وظیفه اصلی دولت برقراری همکاری است و برای انجام این وظیفه باید به تقسیم کار بپردازد تا هر شخصی در جامعه به کار معینی بپردازد.

### جامعه مدنی
مارسیلیوس جامعه صلح‌امیز را بنیادی‌ترین نیاز انسان می‌داند و دولت را مسئول سازمان دادن به جامعه مدنی می‌داند تا انسان‌ها بتواند کنار هم با صلح زندگی کنند. جامعه‌های مدنی یعنی انجمن‌های سازمان یافته سیاسی گسترده‌تر از خانواده، که نمی‌تواند بدون صلح به آن کمالی که خداوند برای آنها مقدر کرده‌است برسد. بشر دو نوع زندگی خوب دارد، زمینی و آسمانی که جامعه مدنی مربوط به نوع اول است و شامل تمامی جنبه‌های زندگی انسان در روی زمین می‌شود، و جامعه مدنی که در اصل به خاطر زندگی انسان به وجود آمده‌است و عهده‌دار قضاوت دربارهٔ اختلافات، مجازات و کنترل خطاکاران، حفاظت از مصالح مشترک و ترویج پرستش خداوند است و کلیسا در چهارچوب نهادهای جامعه مدنی قرار دارد در نتیجه در همین چهارچوب تعریف می‌شود. اساس موضع رم این بود که پاپ پاسدار اهداف تعیین شدهٔ الهی است که بر زندگی انسان حاکم است، ولی مارسیلیوس با رد آن تأکید داشت اهداف این سازمان‌ها باید مرتبط با مسائلی باشد که امور جهان را شکل می‌دهد و نیاز به عقل، صلح و ثبات تنها معیارهای هستند که دنیا را نظم می‌دهند در نتیجه کلیسا نهادی درست مانند سایر نهادهاست و او کشیشی را چیزی بیشتر از یک نقش یا عنصر در جامعه مدنی نمی‌داند. در نظریه‌های سنتی قرون وسطا دو قلمرو تصور شد که روابطشان در یک دستگاه نظری تعریف شد ولی مارسیلیوس یک قلمرو تعریف کرد که نقش روحانیون را در جامعه مدنی تابع نیازهای سیاسی دولت می‌داند.

### قانون
مارسیلیوس بشر را مانند کودکی می‌دانست و عقیده داشت نباید آنان را لحظهٔ به حال خود رها کرد. او مانند ارسطو حکومت خوب را حکومت قانون می‌داند، یعنی حکومت مبتنی بر قانون نه اجبار که انسان‌های خردمند به آن وفادارند. در قرون وسطا قواعد زیادی برای خود شان قانون را قائل می‌شدند در نتیجه تأیید مارسیلیوس بر قانون از آن جهت است که او نمی‌تواند این مسئله را که قانون چگونه قانون می‌شود پنهان نگه دارد.
مردم قرون وسطا باور داشتن که تنها قانون گذار حقیقی خداوند است. مارسیلیوس با جدا کردن دو معنای قانون، یعنی (قانون طبیعی) که در واقع شکل کلی است و (قانون موضوعه) که از طریق مبحث مجازات صورت می‌گیرد، عمل محتاطانهٔ داشت. در قانون طبیعی به قانون‌شکنی تأکید دارند نه مجازات، هر قانون‌شکنی را باید کیفر داد از این دیدگاه بزرگترین جرم زمانی بروز می‌کند که جرمی کیفر نیافته باقی بماند، دومین تعریف مارسیلیوس به قانون به شیوه نگریستن به رابطه جرم و مجازات مرتبط است به این معنا که جرم را مجازات تعریف می‌کند. نگاه مبتنی بر قانون طبیعی عدالت را پیش از هرگونه ملاحظهٔ قرار می‌دهد، اگر قانون طبیعی بگوید که این عمل جرم است در آن صورت جرم است حتی اگر هیچ قانون‌گذاری این جرم را بیان نکرده باشد. خداوند قانون‌گذار بی بحث است و تخطی از قانون طبیعی را جرم می‌داند و این وظیفه قانونگذار بشری است که آنچه خداوند بیان کرده‌است را به مانند قانون بیان کند، یعنی قانون بدون حکمران نیز وجود دارد همان‌طور که در قرون وسطا تمایل این بود که قانون وضع نمی‌شود بلکه کشف می‌شود. مارسیلیوس نمی‌تواند منکر وجود رابطه و پیوند میان عدالت الهی و قانون بشری شود، اما نوع نگاه او به این پیوند به گونه‌ای است که به مبنای این اندیشهٔ نوین قانون همیشه و هم‌جا حکم فرد دارای حاکمیت است، پس قانون‌گذار دنیوی باید در دولت خود دارای حق حاکمیت باشد. در واقع نگاه مارسیلیوس به قانون به علت تأکید که او بر طبیعت فرمانروایی سیاسی دارد در مخالفتی آشکار با درک و برداشت رایج در قرون وسطا دربارهٔ قانون است، دغدغه مارسیلیوس در هنگام ارائه نظرش دربارهٔ قانون چگونگی کار کرد و عملی شدن قانون است. مارسیلیوس در هنگام تعریف خود از قانون به جنبهٔ اجبار کننده آن تأکید دارد، و منکر این موضوع نمی‌شود که قانون حقیقی تنها در جای وجود دارد که عدالت غایب است اما او معتقد است که قوانین ناعادلانه هم قانون هستند.
مارسیلیوس چهار تعریف از قانون ارائه می‌دهد که تعریف آخر آن یعنی مهم‌ترین تعریف او این است که «علم یا آموزهٔ یا داوری همگانی دربارهٔ مسائل مربوط به عدالت مدنی و نفع مدنی و اضداد آنهاست». او برای دفاع از قانون‌های انسانی و همچنین برای اطاعت از قوانین انسانی به نقل قول‌های از دستورهای الهی و کتاب مقدس می‌پردازد که امر به اطاعت می‌کنند، پس در نگاه او قانون خدا و قوانین بشری هیچ تضادی با هم ندارند و اگر در جای این قوانین با هم تضاد پیدا کردند او بیان می‌کند انسان‌ها باید از قوانین الهی اطاعت کنند، در واقع او با با دفاع از برتری قوانین خداوند در برابر قوانین انسانی نشان داده که یک پوزیتیویست حقوقی به معنای دقیق نبود است؛ بنابراین مارسیلیوس برای حفظ صلح که دغدغهٔ اصلی‌اش است به رد قانون طبیعی سنتی پرداخت است، او تنها برای حذف احتمال دخالت کلیسا در امور سیاسی به قوانین الهی حمله می‌کند، استدلال مارسیلیوس این است که قانون خدا چون قانون است پس باید زوری پشتش باشد و اجرای آن به دست مسیح است و در این جهان اجرا نمی‌شود و چون قانون الهی در این جهان قابل اجرای حکم نیست پی واقعاً قانون نیست و نمی‌تواند وارد حریم اختیارات دولت شود و همچنین اجازه دادن به روحانیون برای استفاده از زور، وحدت دولت و کشور را از بین برد و صلح مدنی را تهدید می‌کند.

### مشروطیت
مفهوم مشروطیت مفهوم پیچیده‌است، اما حکومت مشروطه حکومت محدود است که در این نوع حکومت حاکم نمی‌تواند هرکاری انجام دهد بلکه کارهایش باید هم جهت با منافع مردمش باشد. حکومت مشروطه با شیوه‌های خاص محدود شده‌است، که این شیوه‌های خاص توسط نهادهای قانون‌دار یا همیشگی به صورت روتین انجام می‌گیرد. در یک حکومت مشروطه تمام عیار قدرت متعلق به مردم است و تنها به صورت امانت به حاکم سپرده شده‌است، و چون نهادهای قانون‌دار نماینده مردم هستند باید از میان مردم انتخاب شوند و پاسخگوی مردم نیز باشند. در سنت غربی حکومت مشروطه نشات گرفته شده از کلیسا بود. در درون کلیسا مبارزات مشروطه میان پاپ و اسقفها و سراسقف‌ها درگرفت، چرا که پاپ‌ها خواهان کنترل متمرکز بودند و اسقف‌ها و سراسقف‌ها خواهان این بودند که خودشان به یک میزان دارای استقلال باشند. در میانه قرن دوازدهم سلسلهٔ پاپ‌ها توانستند در این مبارزه پیروز شوند و پس از آن بیشتر به قوانین و مفاهیم برگرفته از قانون رومی روی آوردند. آن قانون رومی که کلیسا از آن استفاده کرد شرکت سهامی بور که نتیجه آن شد که کلیسا را هم حامیان پاپ و هم مخالفین پاپ به چشم یک شرکت سهامی نگاه کردند. مشخصه شرکت سهامی:
1. کانون قدرت
2. نمایندگی
3. قدرت محدود
4. پاسخگویی.[۱۰۵]

یکی از مفسران قدرتی که در شرکت سهامی وجود دارند قدرت از پایین در برابر قدرت از بالا معرفی کرد. در این نوع نگاه به قدرت، قدرت در اصل به به جامعه اعطا شده که یکی از پیش آمدهای مهم نگاه قدرت از پایین این است که حکومتی که قدرت را در دست گرفته باید به فکر خیر جامعه باشد. اما در درون کلیسا دوستداران پاپ از نظریه قدرت پاپی از بالا دفاع کردند و پاپ را منصب شده خدا می‌دانستند درست شبیه امپراتوران روم پس یکی از مهم‌ترین دلایل استفاده کلیسا از قوانین رومی همین بود که بتوانند این نظر را به پاپ بسط دهند. اما همین حمایت از موقعیت پاپ از طریق توسل به قانون رومی راهی برای نقد جدی از قدرت برتر پاپ را باز کرد؛ مثلاً قانون سهامی رومی هم به نفع پاپ بود و هم می‌توانست قدرت پاپ را زیر سؤال ببرد؛ مثلاً اندیشه نمایندگی، بر طبق قانون خصوصی شرکت سهامی یعنی رای عده‌ای از اعضا می‌توانست توضیح دهد که چگونه تصمیمات پاپ می‌تواند همه را متعهد و ملزم کند و مخالفان پاپ به سایر جنبه‌های قانون شرکت سهامی توجه کرد و معتقد بودند یک شرکت سهامی در قبال اعضا مسئول هستند و نمی‌توانند خلاف مناف اعضاء عمل کنند. باید توجه داشت که در شرکت‌های سهامی قدرت صاحب منصبان محدود است و اگر از محدوده‌شان تجاوز کنند می‌شود آنها را از منصبان غزل کرد.
حامیان قدرت پاپ نظرشان این بود که پاپ قدرتش را مستقیماً از خدا گرفته، استناد آنها به کتاب مقدس و جمله کلیدهای ملکوت آسمان بود اما مخالفان پاپ این عبارت را به گونه دیگر تفسیر کردند، از نظر آنان پطرس در مقام نماینده کلیسا و از طرف کل کلیساها این کلیدها را دریافت کرده بود، در نتیجه قدرت کلیدها هم در دست جماعت مسیحی بود. این اعتقاد که اقتدار کلیسا ذر اعضایش است نه در پاپ به عنوان رئیس کلیسا به شوراگرایی مشهور است. مارسیلیوس جالبترین نظریه‌پرداز شوراگرایی بود، او کمتر به قانون رومی و قانون شرع تکیه می‌کرد و از منظر اقتدار یا همان فرمانروایی سیاسی استدلال می‌کرد. او به علت اینکه به قانون شرع بی‌اعتنا بود چندان اهمیتی به شوراگرایی به عنوان منشأ اقتدار بخش قائل نبود.

### دولت طبیعی
مارسیلیوس دولت را مانند ارسطو یک موجود اندام‌وار طبیعی می‌داند، که وجودش باعث می‌شود انسان‌ها به قدر کفایت زندگی کنند و دولت مانند سایر موجودات طبیعی دارای بخش‌های متفاوت است. مارسیلیوس نیز مانند اندیشمندان دیگر که به امور اندام‌وار باور دارند به این مسئله که امکان بروز یک وضعیت بیمارگونه نگران کننده است چرا که در این حالت عملکرد اجزاء با ذات‌شان تناسبی ندارد و به همین دلیل کار کرد مناسبی ندارند. مارسیلیوس صلح را همان شرطی می‌داند که در آن همهٔ بخش‌های دولت به نحوه مناسبی در عملکرد کل سهم پیدا می‌کنند. مارسیلیوس معتقد بود اگر اندامی چند کار شود به کل سیستم آسیب می‌زند، او گفته اصل مسئله آنجاست که روحانیت که باید وقت خود را فقط به کارهای روحانی اختصاص دهد در کارهای دنیای مداخله می‌کنند. سن توماس که با مسائل همانندی روبه‌رو بود، را حلی ارائه داد تا عمل، ایمان، کلیسا و دولت، قوانین دینی و شرعی را هماهنگ کند، ولی مارسیلیوس معتقد بود که عقل و ایمان را نمی‌توان هماهنگ کرد و خواستار جدایی آنها از هم شد. از دیدگاه مارسیلیوس برای اینکه ادامه زندگی یه قدر کفایت باشد وجود بازرگانان، دهقانان، صنعتگران و کشیشان لازم است و به بخش حکومتی به آن جهت نیاز داریم تا بر همهٔ آنان نظارت کنند و مانع از بروز ستیز در بین آنان شود. وقتی تصمیم‌های هیئت حاکمه با توجه به خیر و صلاح تنها بخشی از جامعه اخذ شود آن حکومت بد و اگر تصمیم‌های هیئت حاکمه با در نظر گرفتن خیر و صلاح کل جامعه اخذ شود، حکومت مزبور از روی اعتدال خواهد بود.

### دولت و کلیسا
اصول سیاسی که مارسیلیوس بیان کرده برای به کار رفتن در دولت یگانه طرح‌ریزی شده که به احتمال فراوان طرح‌ریزی شده برای یک شهر دولت است، اما اجتماع دینی یک اجتماع جهانی است. او بیان کرده‌است که وظیفه کلیسا باید مطابق با قانون الهی که از بسیاری جهات مهم‌تر از قانون حاکم بر دولت است، اجرا و تنظیم شود، چرا که منشأ قانون الهی خداوند بود و درک و فهم و قبول آن برپایه ایمان است نه عقل بنابراین نقض قانون الهی مسئلهٔ بین خداوند و خود فرد گناهکار است و در نتیجه کلیسا قانون اجبار کنندهٔ ندارد اما دولت می‌تواند به دلیل حفظ صلح علیه نقض‌کنندگان قانون الهی مجازاتی را تعیین کند البته این کار را هم باید با شرایطی انجام دهد و اگر دولت به کلیسا اجازه دهد برای نقض قوانین الهی کیفر تعیین کند اقتدار جبارگونه به سازمان غیرروحانی و غیردینی مربوط می‌شود نه سازمان روحانی و دینی، در اینگونه موارد وظیفه روحانیون نصیحت کردن و اندرز دادن به مقامات غیر دینی است.
مارسیلیوس عقیده داشت که کلیسا از کل مجموعه مؤمنان تشکیل شده‌است و در داخل این مجموعه همه در پیشگاه خداوند برابرند و روحانیت از هیچ امتیازی برخوردار نیست، اگرچه مارسیلیوس معتقد بود که کشیشی خصلتی روحانی دارد که دولت به او نداده و این خصلت بصیرت ویژه به او می‌دهد تا حقایق روحانی را دریابد. مارسیلیوس بیان کرده بود که هرگونه مالکیت یا گرفتن مالیات را قدرت دنیایی اعطا می‌کند و در رابطه با قدرت پاپ در روی زمین معتقد بود که خود پاپ یک مقام دنیایی است که نیازهای که لازمهٔ کارایی مدیریتی است وجود این مقام را ضروری کرد ولی از لحاظ روحانی پاپ از هیچ کشیشی برتر نیست و بر هیچ فرد غیر روحانی برتری ندارد. مارسیلیوس پژوهش‌های تاریخی در کلیسا اولیه را پشتوانه استدلال‌های خود قرار داد و معتقد بود پاپ یقیناً جانشین پطرس نیست و با تردید دررابطه با ادعای بودن پطرس در روم معتقد بود اسقف روم هیچ اقتدار روحانی اساسی نسبت به سایر اسقف‌ها ندارد همان‌گونه که پطرس هیچ اقتدار بیشتری نسبت به سایر حواریون ندارد. مارسیلیوس با بیان اینکه، به علت سازمان جهانی کلیسا شرکت توده‌های مردم در کارها آن را دشوار می‌کند، پیشنهاد تأسیس یک شورای عمومی شامل روحانیان و غیرروحانیون را داد که اعضاء آن منتخب کل مردم و سرزمین‌های گوناگون قلمرو مسیحیت باشد ولی اعضاء این شورا باید دارای ویژگی‌های باشند و وظایف این شورا انتخاب پاپ‌و تصمیم‌گیری در مورد تفسیر مربوط به کتاب مقدس است.
مارسیلیوس با کمک از این مسئله که روحانیون خطاپذیر هستند وسیله در اختیار داشت تا قدرت کلیسا را محدود کند او بیان کرد که پاپ نمی‌تواند گناهان را ببخشد و اعمال کشیشان را در مورد توبه بی‌ارزش می‌داند چرا که کشیشان می‌توان خطا کنند، مارسیلیوس بیان کرده روحانیون نیر باید مانند سایر شهروندان باید تابع سلطه یک سازمان غیر دینی باشند. او حکومت مدنی را مبتنی بر حاکمیت عمومی می‌داند، نظریه او جدای دین و دولت را مطرح نمی‌کند و بیان داشته که چون سنت‌های سده‌های میانه بسیار قوی است او نمی‌تواند از جدایی دین و دولت حرف بزند و آن را به عنوان یک راه‌حل عنوان کند چرا که این احتمال وجود دارد که جدای این دو، دو عرضه اقتدار به وجود می‌آورد و به نابودی وحدت بینجامد و چون حوادث تاریخی نشان می‌دهد که روحانیت را نمی‌توان از را اعمال قدرت به وحدت مجبور کرد، پس راه حلی جزء سپردن قدرت به مقامات سیاسی وجود ندارد. مارسیلیوس از آزادی دین به سود مدارای مذهبی هواداری می‌کند اما نظارت دولت بر روحانیون که او آن را پیش نیاز واجب صلح می‌دانست آزادی دینی به شدت کاسته‌است.

### فرمانروایی مردمی
به عقیده مارسیلیوس حکومت خوب، حکومت عمومی است و برای اینکه حکومتی بتواند وظایفش را به درستی انجام دهد باید قدرت قانون گذاری در دست مردم باشد. او معتقد است که روند قانون گذاری مهم است و اگر قانونی به تصویب مردم نباشد شورش و تفرقه نتیجه هم‌گیر آن است. مارسیلیوس عقیده داشت که همهٔ انسان‌ها توانایی سیاسی برابری ندارند اما همه باید سهمی در روند سیاسی داشت باشند و معتقد بود داوری مردم باعث به وجود آمدن قوانین بهتر و عاقلانه‌تری است و احتمالاً آن‌ها به سود منافع عمومی رای داده و عمل می‌کنند تا منافع چند نفر. مارسیلیوس با ارائه یک راه‌حل کلاسیک ارسطویی عنوان کرده که تعداد کسانی که باید در تدوین قانون شرکت کنند باید بسیار زیاد باشد ولی نباید از حدی تجاوز کند، او حق وضع قانون را متعلق به بخش گران‌سنگ‌تر می‌داند و مردم به واسطهٔ بهترین شهروندان از حق وضع قوانینی برخوردار می‌شوند. مارسیلیوس بیان داشت که حاکم باید توسط مردم انتخاب شود و نیرو نظامی که در اختیار دارد باید به اندازهٔ باشد که نظم را برقرار کند نه وسیلهٔ برای دیکتاتور ساختن حاکم شود.

### تفکیک قوا
مارسیلیوس اولین نویسندهٔ است که قوه مجریه را از قوه مقننه جدا دانسته‌است. او قوه مقننه را متعلق به ملت یا نمایندگان طبیعی آنان می‌داند و بیان کرده‌است که (هیئت مقننه انسانی از مجموعه شهروندان یا از بانفوذترین آنها تشکیل می‌شود)، بنا به عقیده مارسیلیوس از وظایف دیگر قانون‌گذار یا ملت انتخاب کسانی است که قوانین را به مرحله اجرا در بیاورند. اما او ماهیت و منشأ و قلمرو قوه مجریه را در دولت می‌داند که وظیفه پادشاه را اداره جامعه است، آن هم براساس قوانینی که قانونگذار تعیین کرده‌است. مارسیلیوس عقیده داشت که اگر قوه مجریه یا همان پادشاه قوانین را زیر پا بگذارد یا اجرا نکند باید اصلاح شود یا قانون گذار او را از مقام خود عزل کند. پس در نظریات مارسیلیوس سه نکته وجود دارد که در هر نظریه دموکراتیک قدرت دیده می‌شود:
1. قدرت مقننه که متعلق به ملت است.
2. قدرت مقننه است که قدرت مجریه را به وجود می‌آورد.
3. قوه مقننه بر اعمال قوه مجریه نظارت می‌کند و در صورت کوتاهی در انجام وظایف خود آن را محاکمه می‌کند.[۱۳۶]

مارسیلیوس قوه مقننه را از قوه مجریه جدا معرفی کرده اما قوه قضاییه را تابع قوه مجریه قرار داده‌است، چرا که تمرکز قوه مجریه و قوه قضاییه در دستان پادشاه برای آن بود که کلیسا را از همه بنیادهای طبیعی دعاوی خود محروم کند.

## میراث

### قرون وسطی
اگرچه اندیشه‌های مارسیلیوس بیشتر از زمانهٔ خود بود اما تأثیر محدودی بر نویسندگان بعدی قرون وسطا گذاشت. اما در زمان سلطنت هنری هشتم و در مدت نهضت اصلاح دین، هنری هشتم در پی یافتن دلایلی برای تبلیغ علیه حوزهٔ صلاحیت‌های حقوقی دستگاه پاپ از رساله مدافع صلح مارسیلیوس کمک گرفت و مقدمه این کار ترجمه این رساله به زبان انگلیسی بود، مشاوران هنری هشتم او را آگاه کردن که دربارهٔ دیدگاه مارسیلیوس در مورد حاکمیت مردم بیشتر دقت کند چرا که هم‌زمان با پیش روی نهضت اصلاح دین در انگلستان مشاوران هنری هشتم متوجه شدند که اندیشه‌های نمایندگان مجلس عوام دربارهٔ حاکمیت مردم تحت تأثیر عقاید مارسیلیوس است، چرا که تفکرات هنری هشتم دربارهٔ حدود قدرت پادشاه با قدرت سلطان باشه بسیاری دارد و باعث شد در زمان تئودور که میزان فروش این کتاب در کتاب‌فروشی‌ها بالا رفت بخش عمدهٔ مطالب دربارهٔ حاکمیت مردمی از این اثر حذف شود. جان ویکلیف اصلاح‌طلب دینی انگلستان و لوتر از مباحث کتاب مدافع صلح مارسیلیوس استفاده کردند. نیکلاس کوزایی نگارش کتاب De concordantos catholica را که کتابی است که اهمیت آن در رابطه با فلسفه سیاسی مطرح است را مدیون اندیشه‌ها مارسیلیوس در مدافع صلح هست، او در کتابش مانند مارسیلیوس بر اهمیت اکثریت یا به تعبیر مارسیلیوس بخش سنگینتر اعتقاد دارد.

### قرون جدید
نظریه مارسیلیوس دربارهٔ حکومت در واقع مقدمه‌ای بود برای سربرآورد نظریه‌های تماماً سکولار در مورد حاکمیت که با ظهورشان به قرون وسطا پایان دادن.برخی از تحلیل گران نظریه حاکمیت مردم مارسیلیوس را دارای نقش مشروطه خواهی ابتدای عصر مدرن به شما آوردند و بعضی دیگر در این مورد احتیاط کرده و بیان کرده‌اند که نظریه جمهوری در قرن سیزدهم و چهاردهم و کار مارسیلیوس برای تکمیل این نظریه نمی‌تواند سرچشمه نظریه دولت مدرن باشد و نظریه دولت لیبرال در عصر جدید را برگرفته از نظریه توماس هابز می‌دانند و باید بدانیم کار مارسیلیوس را هابز تکمیل کرد. تعریف‌های که مارسیلیوس از معنای واژه قانون ارائه داده، بعدها توسط مونتسکیو در کتاب روح القوانین استفاده شده. شاخص‌های اصلی که او برای نظام جمهوری حکومت معرفی کرد و اصولی که او برای این نوع حکومت تعیین کرد از لحاظ مادی با اصولی که در جمهوری‌ها دموکراتیک عصر جدید رایج است فرقی ندارد، البته این اعتقاد مارسیلیوس که قدرت مردم را نامحدود می‌دانست با عقیدهٔ بسیاری از نظریه پردازان دموکرات قبل و بعد از او متفاوت است.